# Маттес, Вильгельм
Вильгельм Маттес (нем. Wilhelm Matthes; 8 января 1889 года, Берлин — 12 апреля 1973 года, Гармиш-Партенкирхен) — немецкий музыкальный критик.

## Биография
Учился в Берлине у Хуго Кауна. Участвовал в качестве добровольца в Первой мировой войне. С 1918 года — музыкальный обозреватель газеты «Fränkischer Kurier» в Нюрнберге, инициатор организации Нюрнбергских певческих недель. В 1935—1939 годах обозреватель «Berliner Zeitung», сотрудничал с «Signale für die musikalische Welt», «Die Musik». В 1938 году возглавил берлинское Пфицнеровское общество, учреждённое им совместно с Вильгельмом Фуртвенглером. В 1939 году снова отправился добровольцем на войну. В послевоенные годы музыкальный критик газет «Nürnberger Zeitung» и «Nordbayerische Zeitung» в Нюрнберге, затем в 1952—1954 годах — в Ганновере. Посмертно издан обзор истории Байройтского фестиваля «Что творилось в Байройте от Козимы до Виланда Вагнера?» (нем. Was geschah in Bayreuth von Cosima bis Wieland Wagner?; 1996). Сочинял также симфоническую и театральную музыку.